# Tibetaanse haas
De wolhaas of Tibetaanse haas (Lepus oiostolus) is een haasachtige uit de familie van de hazen en konijnen (Leporidae). De wolhaas leeft verspreid over het Tibetaans Plateau tot aan de rand van het westen van Sichuan en zuiden van de Gobiwoestijn, in de Himalaya, Karakoram en de oostelijke Pamir.

## Kenmerken
De wolhaas wordt maximaal 55 cm lang en weegt niet meer dan 3 kg. Het dier heeft een slanke bouw met lange poten en oren. Tijdens de winter wordt de vacht dikker en wolliger dan bij andere hazensoorten, wat het dier zijn naam geeft. Op de rug en kop zijn de dieren donkerbruin gekleurd, wat op het achterwerk overloopt in grijzig zwart. De borst en staart zijn wit en de poten en borst lichtbruin tot beige.
Er zijn vier ondersoorten bekend (Lepus oiostolus hypsibius, Lepus oiostolus oiostolus, Lepus oiostolus pallipes, Lepus oiostolus przewalskii).

## Levenswijze

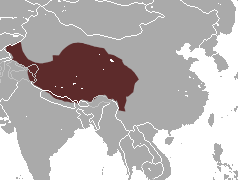
Verspreidingsgebied

Wolhazen zijn solitair levende dieren, behalve in het paarseizoen. Ze voeden zich met vrijwel alle planten die ze kunnen vinden. In de zomer eten ze zich rond zodat ze de winter kunnen overleven. De voortplanting gaat op dezelfde manier als bij de Europese haas, behalve dat de worpen minder groot zijn.
De wolhaas is vooral actief in de late middag, schemering en 's nachts. Overdag verschuilen ze zich in struikgewas of onder rotsblokken, waarbij hun vacht een goede camouflage geeft in de steppes en hooggebergtes van het leefgebied. Ze hebben een uitstekend ruik-, hoor- en gezichtsvermogen en bij het minste gevaar rennen ze zigzaggend naar de dichtstbijzijnde schuilplek.
De belangrijkste natuurlijke vijanden zijn vossen, wolven, lynxen en arenden.
1. ↑  (en) Tibetaanse haas op de IUCN Red List of Threatened Species.